# Álvaro Julio Beyra Luarca
Alvaro Julio Beyra Luarca (Camagüey, 27 de maio de 1945) é um clérigo católico romano cubano e Bispo da Diocese do Santíssimo Salvador de Bayamo e Manzanillo.

## Biografia
Antes de entrar no seminário, Álvaro Julio Beyra Luarca formou-se engenheiro agrônomo pela Universidade de Camagüey. Como leigo foi diretor da revista diocesana "Enfoque" e Presidente da Secretaria Diocesana de Cultura de Camagüey. Em 1989 ingressou no Seminário Maior San Carlos y San Ambrosio de Havana, onde permaneceu até 1991, ano em que foi enviado à Universidade de Louvain, na Bélgica, para terminar os estudos de teologia.
Após completar sua formação, foi ordenado sacerdote em 14 de julho de 1968 para a Arquidiocese de Camagüey.
Posteriormente desempenhou as seguintes funções pastorais: coadjutor ad universam causarum da Paróquia de "Nuestra Señora de la Caridad" em Nuevitas (1994-2001), Pároco da Paróquia de "Milagrosa" em Vertientes (2001-2003) e Pároco de "Nuestra Señora de la Caridad" de Nuevitas (2003-2007).

Beyra foi nomeado pelo Papa Bento XVI em 9 de julho de 2007 como Bispo de Santísimo Salvador de Bayamo y Manzanillo. Sua ordenação episcopal foi concedida pelo seu antecessor e novo Arcebispo de Santiago de Cuba, Dionísio Guillermo García Ibáñez, em 25 de agosto; os co-consagrantes foram Juan Garcia Rodríguez, Arcebispo de Camaguey, e Jaime Lucas Cardeal Ortega y Alamino, Arcebispo de San Cristobal de la Havana.